# NGC 6603
NGC 6603 ist ein offener Sternhaufen vom Trumpler-Typ I2r im Sternbild Schütze auf der Ekliptik. Er liegt innerhalb der kleinen Sagittarius-Wolke (Messier 24) und ist etwa 11700 Lichtjahre vom Sonnensystem entfernt. Erst hatte man ein Alter von 500 Millionen Jahren angenommen, spätere Studien geben aber nur 200 Millionen Jahre als Alter an.
Entdeckt wurde das Objekt am 15. Juli 1830 von John Herschel.